# مسجد جامع نقنه
مسجد جامع نقنه مربوط به دوره تیموریان است و در شهرستان بروجن و شهر نقنه واقع شده و این اثر در تاریخ ۱۰ مهر ۱۳۸۰ با شمارهٔ ثبت ۴۱۸۵ به‌عنوان یکی از آثار ملی ایران به ثبت رسیده است.